# Rafał Gronicz
Rafał Wojciech Gronicz (ur. 9 maja 1973 w Zgorzelcu) – polski samorządowiec, od 2006 burmistrz Zgorzelca.

## Życiorys
W latach 1988–1992 uczęszczał do zgorzeleckiego Liceum Ogólnokształcącego im. Braci Śniadeckich. Po egzaminie maturalnym rozpoczął studia na Akademii Ekonomicznej im. Oskara Langego we Wrocławiu, które ukończył w 1998 z tytułem zawodowym magistra.
Rafał Gronicz pracował w spółce Apexim Dolny Śląsk jako asystent do spraw handlowych, a niedługo potem jako kierownik działu marketingu w przedsiębiorstwie Comfort. Później objął stanowisko specjalisty do spraw marketingu w Przedsiębiorstwie Eksploatacji Wód S.A. Od 2001 związany z bankowością jako kierownik zespołu obsługi małych i średnich przedsiębiorstw w PKO BP (do 2005) i następnie doradca klienta do spraw firm w banku Deutsche Bank PBC.
W 2004 został przewodniczącym lokalnej Platformy Obywatelskiej. W wyborach w 2006 z jej ramienia kandydował na urząd burmistrza Zgorzelca. Wygrał w II turze z ubiegającym się o reelekcję Mirosławem Fiedorowiczem z SLD, otrzymując około 60% głosów. W 2010 w II turze – podobnie jak cztery lata wcześniej – zwyciężył z Mirosławem Fiedorowiczem, tym razem otrzymując około 56% głosów. W 2014 ponownie wygrał w II turze z wynikiem ponad 66% głosów. W 2018 zwyciężył w I turze, otrzymując około 59% głosów. W 2024 uzyskał reelekcję w II turze z wynikiem 53% głosów.

## Odznaczenia
- Złoty Medal za Zasługi dla Straży Granicznej – 2012[6]
- Odznaka Honorowa za Zasługi dla Samorządu Terytorialnego – 2025[7]